# Atla
Atla (1886) es una novela fantástica escrita por Ann Eliza Smith. Es una historia sobre el descubrimiento de la Atlántida por la civilización fenicia.

## Argumento
La gente de la Atlántida es descubierta accidentalmente por los fenicios en un naufragio en algún punto del Océano Atlántico. Un sobreviviente de Tiro es encontrado y rescatado por un pueblo conocido como Tsinim que vienen de Occidente. Los fenicios se interesen en esta nueva civilización, porque poseen el secreto de la vela sin necesidad de utilizar los cuerpos celestes como guías.
Un niño extranjero es encontrado tras un naufragio cerca de la orilla del imperio atlante. Adoptado por el rey le llama por el nombre de Atla. Es de complexión fuerte y negro, algo poco común entre la población local. Una flota de barcos fenicios llega a las costas de la Atlántida después de dominar el nuevo arte de la navegación sin guía por las estrellas. El líder de la flota es Herekla, hijo del rey Melek del imperio fenicio. Herekla es el inventor de la brújula que les permitió llegar a la isla en el oeste. Pero los fenicios no son los primeros en descubrir el secreto de la brújula, pues la gente de Tsinim había aprendido el secreto primero.